# Делурень (Мехедінць)
Делурень, Делурені (рум. Delureni) — село у повіті Мехедінць в Румунії. Входить до складу комуни Поноареле.
Село розташоване на відстані 268 км на захід від Бухареста, 35 км на північ від Дробета-Турну-Северина, 107 км на північний захід від Крайови.

## Населення
За даними перепису населення 2002 року у селі проживали 94 особи, усі — румуни. Усі жителі села рідною мовою назвали румунську.